# Les Costes
Les Costes ist eine ehemalige französische Gemeinde mit 177 Einwohnern im Jahr 2013 im Département Hautes-Alpes in der Region Provence-Alpes-Côte d’Azur. Sie gehörte zum Arrondissement Gap und zum Kanton Saint-Bonnet-en-Champsaur. Die Bewohner nennen sich die Costins.
Mit Wirkung vom 1. Januar 2018 wurden die früheren Gemeinden Chauffayer, Saint-Eusèbe-en-Champsaur und Les Costes zur Commune nouvelle Aubessagne zusammengeschlossen. Der Status einer Commune déléguée wurde ihnen in der neuen Gemeinde jedoch nicht zuerkannt. Der Verwaltungssitz befindet sich im Ort Chauffayer.

## Geografie
Les Costes liegt in den französischen Seealpen. Die angrenzenden Ortschaften sind Saint-Jacques-en-Valgodemard im Norden, La Motte-en-Champsaur im Osten, Saint-Eusèbe-en-Champsaur im Süden und Chauffayer im Westen. Zu Les Costes gehören die Weiler Le Maissubert (früher Mas Hubert), Le Maisseret, Le Villaret, Les Courts, Malarua und Roaffan.

## Bevölkerungsentwicklung
| Jahr      | 1962 | 1968 | 1975 | 1982 | 1990 | 1999 | 2006 | 2012 |
| --------- | ---- | ---- | ---- | ---- | ---- | ---- | ---- | ---- |
| Einwohner | 191  | 167  | 144  | 123  | 138  | 140  | 142  | 169  |

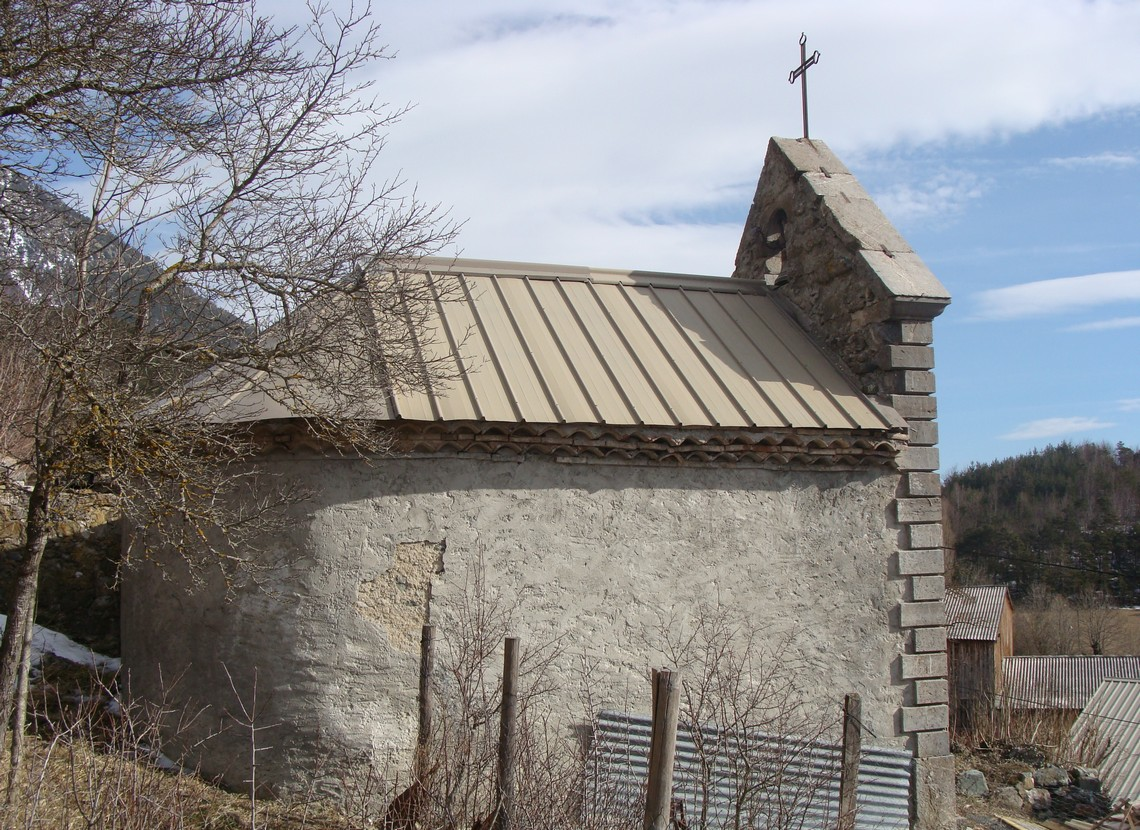
Kapelle von Les Costes
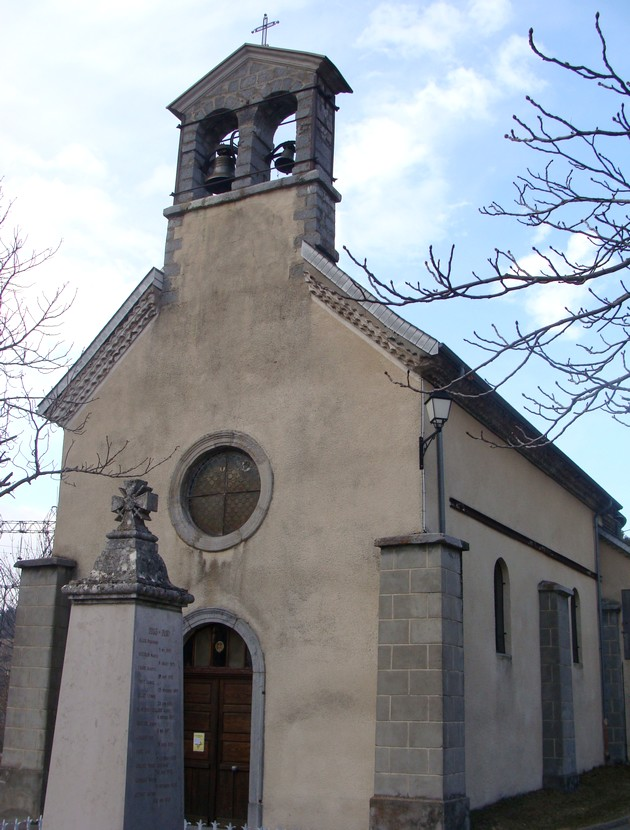
Kirche Saint-Jean-Baptiste
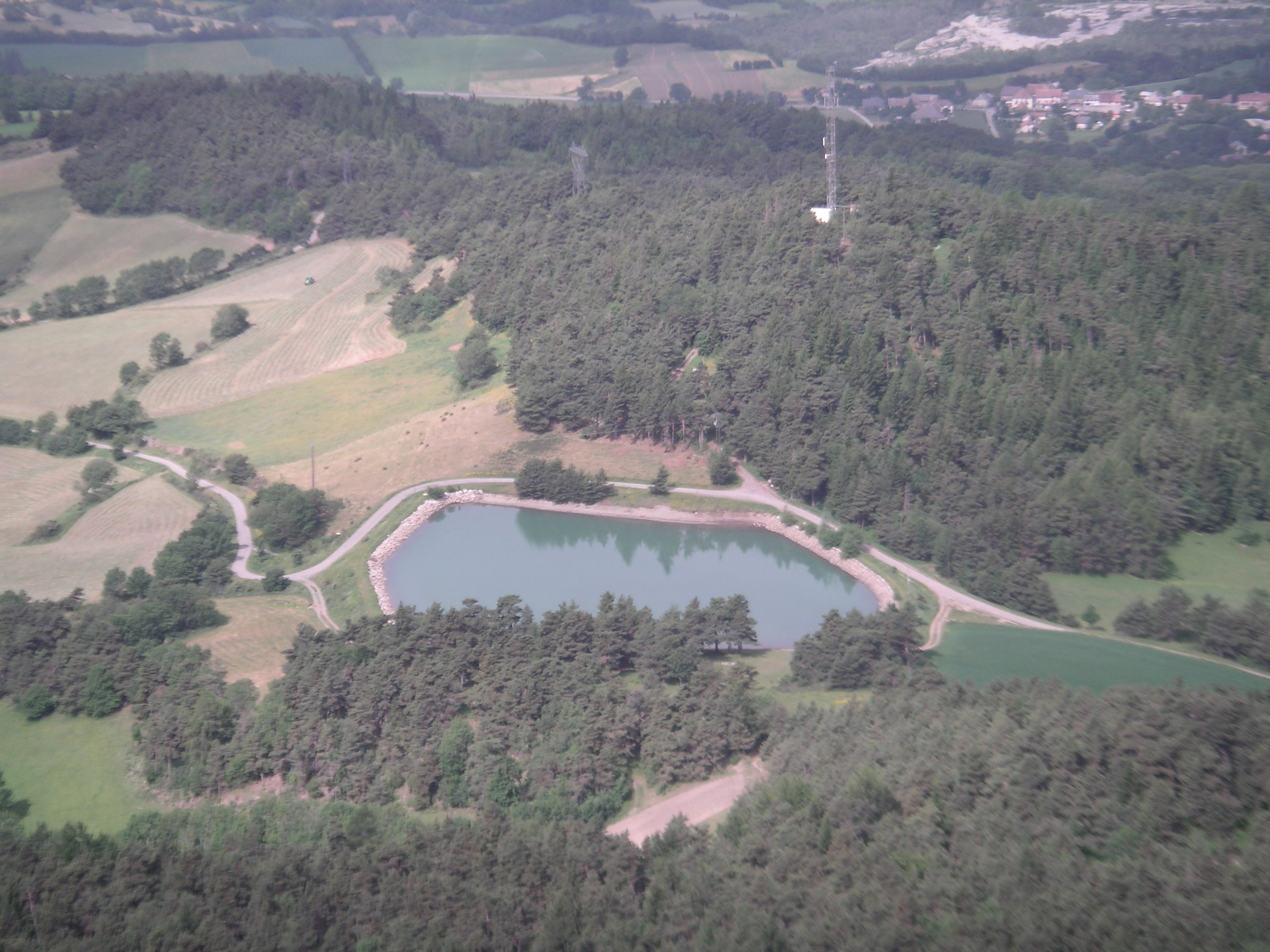
Lac de Roaffan, ein kleiner See bei Les Costes